# فيل جي
فيل جي (بالإنجليزية: Phil Gee)‏ (19 ديسمبر 1964 في المملكة المتحدة - ) هو لاعب كرة قدم بريطاني في مركز الهجوم. لعب مع ليستر سيتي.

## وصلات خارجية
- فيل جي على موقع قاعدة بيانات كرة القدم.إي يو (الإنجليزية)
- فيل جي على موقع Soccerbase.com (لاعب) (الإنجليزية)
- فيل جي على موقع عالم كرة القدم.نت (الإنجليزية)